# Ottaviano Fregoso (condottiero)

Stemma Fregoso

Ottaviano Fregoso (... – 1571) è stato un condottiero italiano, appartenuto al ramo padovano della famiglia Fregoso.

## Biografia
Figlio di Cesare Fregoso e di Costanza Rangoni, fu uomo d'armi al servizio dello Stato Pontificio.
Passato col padre nel 1536 al servizio del re di Francia, fu fatto cavaliere e ricompensato per i suoi servizi con la contea di Muret. Alla sua morte nel 1571 subentrò nei possedimenti il cugino Galeazzo Fregoso, figlio di Alessandro, capitano delle galere del re.

## Ascendenza
|                                                            |                                                                              |                                                                               | Genitori                                   |  |  | Nonni |  |  | Bisnonni                              |  |  | Trisnonni                                      |  |
|                                                            |                                                                              |                                                                               |                                            |  |  |       |  |  | Tommasino Fregoso, signore di Sarzana |  |  | Giano Fregoso, doge della Repubblica di Genova |  |
|                                                            |                                                                              |                                                                               |                                            |  |  |       |  |  | Tommasino Fregoso, signore di Sarzana |  |  | Giano Fregoso, doge della Repubblica di Genova |  |
|                                                            |                                                                              | Violante Brando                                                               |                                            |  |  |       |  |  | Tommasino Fregoso, signore di Sarzana |  |  |                                                |  |
| Giano Fregoso, doge della Repubblica di Genova             |                                                                              |                                                                               |                                            |  |  |       |  |  | Tommasino Fregoso, signore di Sarzana |  |  |                                                |  |
|                                                            |                                                                              | Caterina Malaspina                                                            | Azzone Malaspina, marchese di Mulazzo      |  |  |       |  |  |                                       |  |  |                                                |  |
|                                                            |                                                                              | Caterina Malaspina                                                            | Azzone Malaspina, marchese di Mulazzo      |  |  |       |  |  |                                       |  |  |                                                |  |
|                                                            |                                                                              | Caterina Malaspina                                                            | …                                          |  |  |       |  |  |                                       |  |  |                                                |  |
| Cesare Fregoso                                             |                                                                              | Caterina Malaspina                                                            |                                            |  |  |       |  |  |                                       |  |  |                                                |  |
|                                                            |                                                                              | Giampaolo da Leca                                                             | …                                          |  |  |       |  |  |                                       |  |  |                                                |  |
|                                                            |                                                                              | Giampaolo da Leca                                                             | …                                          |  |  |       |  |  |                                       |  |  |                                                |  |
|                                                            |                                                                              | Giampaolo da Leca                                                             | …                                          |  |  |       |  |  |                                       |  |  |                                                |  |
| Aldobella da Leca                                          |                                                                              | Giampaolo da Leca                                                             |                                            |  |  |       |  |  |                                       |  |  |                                                |  |
|                                                            |                                                                              | …                                                                             | …                                          |  |  |       |  |  |                                       |  |  |                                                |  |
|                                                            |                                                                              | …                                                                             | …                                          |  |  |       |  |  |                                       |  |  |                                                |  |
|                                                            |                                                                              | …                                                                             | …                                          |  |  |       |  |  |                                       |  |  |                                                |  |
| Ottaviano Fregoso                                          |                                                                              | …                                                                             |                                            |  |  |       |  |  |                                       |  |  |                                                |  |
|                                                            | Guido I Rangoni, conte di Castel Crescente, Borgo franco e Punta di Bomporto | Jacopino Rangoni, conte di Castel Crescente, Borgo franco e Punta di Bomporto |                                            |  |  |       |  |  |                                       |  |  |                                                |  |
|                                                            | Guido I Rangoni, conte di Castel Crescente, Borgo franco e Punta di Bomporto | Jacopino Rangoni, conte di Castel Crescente, Borgo franco e Punta di Bomporto |                                            |  |  |       |  |  |                                       |  |  |                                                |  |
|                                                            | Guido I Rangoni, conte di Castel Crescente, Borgo franco e Punta di Bomporto | Fina Buzzacarini                                                              |                                            |  |  |       |  |  |                                       |  |  |                                                |  |
| Niccolò Maria Rangoni, signore di Spilamberto e Cordignano | Guido I Rangoni, conte di Castel Crescente, Borgo franco e Punta di Bomporto |                                                                               |                                            |  |  |       |  |  |                                       |  |  |                                                |  |
|                                                            |                                                                              | Giovanna Boiardo                                                              | Feltrino Boiardo, conte di Scandiano       |  |  |       |  |  |                                       |  |  |                                                |  |
|                                                            |                                                                              | Giovanna Boiardo                                                              | Feltrino Boiardo, conte di Scandiano       |  |  |       |  |  |                                       |  |  |                                                |  |
|                                                            |                                                                              | Giovanna Boiardo                                                              | Guiduccia da Correggio                     |  |  |       |  |  |                                       |  |  |                                                |  |
| Costanza Rangoni                                           |                                                                              | Giovanna Boiardo                                                              |                                            |  |  |       |  |  |                                       |  |  |                                                |  |
|                                                            |                                                                              | Giovanni II Bentivoglio, signore di Bologna                                   | Annibale I Bentivoglio, signore di Bologna |  |  |       |  |  |                                       |  |  |                                                |  |
|                                                            |                                                                              | Giovanni II Bentivoglio, signore di Bologna                                   | Annibale I Bentivoglio, signore di Bologna |  |  |       |  |  |                                       |  |  |                                                |  |
|                                                            |                                                                              | Giovanni II Bentivoglio, signore di Bologna                                   | Donnina Visconti                           |  |  |       |  |  |                                       |  |  |                                                |  |
| Bianca Bentivoglio                                         |                                                                              | Giovanni II Bentivoglio, signore di Bologna                                   |                                            |  |  |       |  |  |                                       |  |  |                                                |  |
|                                                            |                                                                              | Ginevra Sforza                                                                | Alessandro Sforza, signore di Pesaro       |  |  |       |  |  |                                       |  |  |                                                |  |
|                                                            |                                                                              | Ginevra Sforza                                                                | Alessandro Sforza, signore di Pesaro       |  |  |       |  |  |                                       |  |  |                                                |  |
|                                                            |                                                                              | Ginevra Sforza                                                                | …                                          |  |  |       |  |  |                                       |  |  |                                                |  |
|                                                            |                                                                              | Ginevra Sforza                                                                |                                            |  |  |       |  |  |                                       |  |  |                                                |  |